# Ķegums
Ķegums è un comune della Lettonia appartenente alla regione storica della Livonia di 6.386 abitanti (dati 2009).

## Località
Il comune è stato istituito nel 2002 con l'unione di Rembate con la città di Ķegums. Nel 2009 è stato assorbito anche il villaggio di Birzgale.